# Верманский парк
Ве́рманский парк (Большой Верманский парк, латыш. Vērmanes dārzs, Vērmaņa dārzs, Vērmaņdārzs — «Верманский сад»; с 1950 по 1990 парк имени Кирова) — старейший парк на территории города Риги. Был основан в 1813 году по распоряжению генерал-губернатора лифляндского края и градоначальника Риги маркиза Филиппа Осиповича Паулуччи большей частью на финансовые средства вдовы предпринимателя Вермана Анны Гертруды Верман.

## История семьи Верман
Семья Верманов прибыла в Курляндию из Германии во времена герцогской династии Кетлеров, в XVII веке. Тогда в регионе поселилось двое братьев Верманов. Отец Верманов не подчинился приказу епископа края, за что был приговорён судом епископата к ссылке на остров Сааремаа, который тогда носил название Эзель. Двое его сыновей избежали какого бы то ни было наказания и поселились в лифляндской столице Риге, которая во второй половине семнадцатого века являлась одним из крупнейших шведских форпостов в Прибалтийском регионе. Потомок фамилии Верманов, Кристиан, один из первых предпринимателей прибалтийского края, женился на юной особе Анне Гертруде Эбель, отличавшейся весьма привлекательной внешностью. Их сын основал первую в Прибалтике лесопильню, располагавшуюся на территории Красной Двины, на которой использовались паровые двигатели. С именем самой Анны Гертруды Верман непосредственно связана история основания первого городского парка.

## Создание парка
До 1813 года на месте современного Верманского парка располагалась трясина, которая доставляла жителям губернской столицы немало неудобств. Паулуччи начал планировать устроить на месте топи красивый сад по образцу европейских городских парковых систем. Для этого им был основан специальный Комитет по озеленению города. Тогда же зажиточные жители Риги принялись жертвовать на обустройство паркового комплекса. Анна Гертруда Эбель-Верман, вдова предпринимателя Кристиана, пожертвовала беспрецедентно крупную сумму — 10000 марок (2 тысячи рублей золотом), больше, чем кто-либо ещё, поэтому впоследствии было решено окрестить парк в честь щедрой дарительницы. Официальная церемония открытия парка состоялась в 1817 году в присутствии генерал-губернатора и вдовы Верман.

## Парк в XIX веке
Первые работы по озеленению парка выполнил приглашенный из немецкого города Дессау в 1820 году садовник Кристиан Вильгельм Шох. Он также создал для А. Г. Верман в её загородной усадьбе сад с теплицами в районе теперешней улицы Слокас (Ботанический сад).
Верманский парк постепенно расширялся вплоть до 1859 года, когда его окружили застройкой, тем самым ограничив его в существующих ныне размерах (5 га).

### Создание заведения с искусственными минводами
В 1833 году в европейской прессе прошло сообщение о том, что в Верманском парке открылось одно из первых в Европе «заведений искусственных минеральных вод». Этот факт вызвал настоящую сенсацию в кругах европейских минералогов и химиков, в Ригу отправился выдающийся учёный Фарадей, который лично принял участие в исследовании и дегустации источника. Его вердикт был в высшей степени положительным — он заявил, что рижские минводы по вкусу не отличаются от естественных. Сперва воду отпускают всем желающим с 6 до 8 часов вечера, но вскоре началась бутылочная продажа верманской минеральной воды: в 1843 году вода была разлита по 15000 бутылкам.
Затем было возведено здание заведения искусственных минвод, его спроектировал и построил академик Санкт-Петербургской академии архитектор Людвиг Бонштедт в 1863 году. Оно сохранилось до наших дней как культурно-развлекательный центр «Вернисаж».
Заведение сразу обретает популярность в Российской империи, так как тогда ещё не были окончательно разработаны известные кавказские минеральные источники, а до немецких источников, таких как Зельтер и Карлсбад, приходилось долго добираться. В 1863 году, после открытия нового здания для заведения минвод, было продано 800000 бутылок воды, что явилось своеобразным рекордом своего времени.

### Место культурного отдыха
В середине XIX века парк приобретает славу культурно-музыкального центра, особой популярностью пользуется эстрада, на которой был в 1849 году поставлен гоголевский «Ревизор».
В парке периодически выступают с музыкальными представлениями оркестры полков, расквартированных в Риге. Вскоре запросы рижской публики меняются, в город приглашаются, например, оркестр лейб-гвардии Преображенского полка (гастролировал в городе 2 месяца), оркестр пограничной службы из Польши. Эстрада была настолько вместительной, что на ней могли одновременно выступать более 150 музыкантов, то есть приблизительно 3-4 музыкальных коллектива. После так называемых выступлений-бенефисов часто устраивались фейерверки под руководством пионера рижского пиротехнического искусства Роберта Пиркерта. Пиркерт, чья мастерская находилась в Старом городе, позже погиб при взрыве в собственной пиротехнической лаборатории.
На эстраде Верманского парка наблюдалась чёткая субординация, которая была отрегулирована в официальном порядке. Зажиточная, представительная публика традиционно размещалась на задних сидениях, представители менее зажиточных слоёв населения должны были размещаться на передних сидениях. Это делалось с целью постоянного контроля «неблагонадёжных», хотя известно, что именно зрители из этой категории населения слыли наиболее благодарными зрителями и слушателями.

### Культивированные деревья и розарий
В 1880 году известный прибалтийско-немецкий мастер паркового искусства Георг Фридрих Куфальдт реорганизовал парковый комплекс, организовав посадку нескольких тысяч интродуцированных в Лифляндию деревьев и кустарников. В 1899 году был открыт первый в Риге розарий. В реконструкции паркового комплекса также участвовал известный прибалтийско-немецкий мастер-скульптор Август Фольц, который впервые в Риге поставил скульптурное мастерство на предпринимательскую основу. Ему принадлежат скульптуры львов (изваянные в 1884 году), возле которых рижане имели обыкновение назначать друг другу любовные и деловые свидания на протяжении многих лет. Также в центральной части парка Фольц облагоустроил фонтан, вокруг которого уже более века устраиваются дружеские посиделки, а с недавнего времени возле фольцевского фонтана и на эстраде Верманского парка по установившейся традиции происходят пышные гуляния военных в день ВДВ.

### Трюки с воздушным шаром
Колоссальное количество любопытных со всей Лифляндской губернии привлекли в парк популярные в Риге в конце XIX века полёты на воздушном шаре, в которых участвовали маститые европейские пилоты. В июне-июле 1889 года в Верманском парке собралось рекордное число зрителей — в небо над Ригой готовился взлететь американец французского происхождения Шарль Леру, который своими смелыми экспериментами и манёврами на воздушном шаре и на приспособлениях вокруг него стяжал мировую славу. Рижский полёт прошёл успешно: Леру демонстрировал акробатические трюки на свисавшей с корзины трапеции и несколько раз с разной высоты спускался на землю при помощи парашюта. После рижской серии головокружительных кульбитов началась ревельская. В Ревеле специалист по аэронавтике поднялся на шаре, но неожиданно сильный порыв ветра подхватил корзину и понёс в сторону моря, где воздушных дел мастера настигла гибель.

## Парк в XX веке
К началу Первой мировой войны парк окончательно превращается в один из самых популярных и многофункциональных центров культуры и отдыха в губернской столице. В первое десятилетие двадцатого века в Верманском парке начинают выступать с концертами в рамках гастролей самые известные румынские скрипичные оркестры. В частности, следует назвать Константина (Костика) Мукилёва, отчаянного любителя представительниц противоположного пола и талантливого скрипача, сумевшего отточить свой музыкальный дар. В то же время в парке часто происходили платные цирковые представления, а рижские градоначальники постоянно выделяли деньги на обустройство парка с тем, чтобы циркачи могли на месте пользоваться необходимым обмундированием. Например, для представлений любимых в среде рижан групп канатоходцев в парк были принесены две высокие корабельные мачты, которые были врыты в землю, а между ними был протянут прочный судовой канат. Это занимательное устройство стало тесно ассоциироваться (равно как и сам парк) с самыми передовыми цирковыми представлениями в Риге на начало XX века.

### Первая в истории Латвии выставка автомобилей
10 апреля 1927 года в Верманском парке произошло поистине знаменательное событие, которое привлекло зрителей практически со всей страны. В общей сложности на открытие первой в истории независимой Латвийской Республики автомобильной выставке, которая состоялась в помещении Большого павильона Верманского парка, собралось около 2000 человек. Что касается самого исторического здания, в котором долгое время велась торговля популярными на всю Россию минеральными водами, в межвоенный период в нём расположились кинотеатр, фармацевтический склад, дом культуры и детский сад. В число увеселительно-развлекательных заведений, находившихся на территории Верманского парка, также входили разбросанные по всему сектору парка киоски со свежими фруктами и соками, также пользовавшиеся популярностью у горожан; небольшой ресторан, отдельный зал для прослушивания современной музыки и танцев.

### Глобальная реконструкция парка
Тридцатые годы XX века прошли под знаменем комплексной реконструкции Верманского парка. В первую очередь, был назначен исполнитель работ по реконструкции, им стал директор государственного предприятия «Рижские сады», садовник-дизайнер, мастер ландшафтной архитектуры, Андрей Зейдакс, который долгое время обучался у Куфальдта, первого реорганизатора Верманского парка. На протяжении десятилетия он работал над парком: расширил дорожки для променадов, засеял обширные газоны, был высажен ряд многолетних растений и кустарников, была построена новая эстрада вместо старой, но легендарной, сцены. Также Зейдакс занялся устройством детских игровых площадок и разбил новый розарий вместо прежнего. Работы по облагораживанию Верманского парка продолжались в общей сложности до 1940 года.

### Советский период, новое имя, новые памятники
В июле 1950 года парк был переименован в парк имени Кирова и здесь установили бюст Сталина. Рядом с ним на месте обелиска Верман между каменными львами (скульптор Август Фольц) в июне 1952 года был открыт бюст Кирова работы скульптора Гриншпуна. В 1954 году этот бюст был заменен на новый, изготовленный скульптором В. В. Рапикисом. В 1991 году бюст был демонтирован, а парку возвратили прежнее название. В 1985 году был установлен памятник известному собирателю дайн, одному из основателей идейного движения младолатышей Кришьянису Барону (скульптор Леа Давыдова-Медене, архитектор Г. К. Асарис), который можно наблюдать и в наши дни. Всего на данный момент в Верманском парке произрастает 10 местных видов деревьев (среди них и граб обыкновенный) и дополнительно более 70 интродуцированных древесных видов (такие как маньчжурский орех, ясенелистная ланина).

### Парк в 1990-е годы

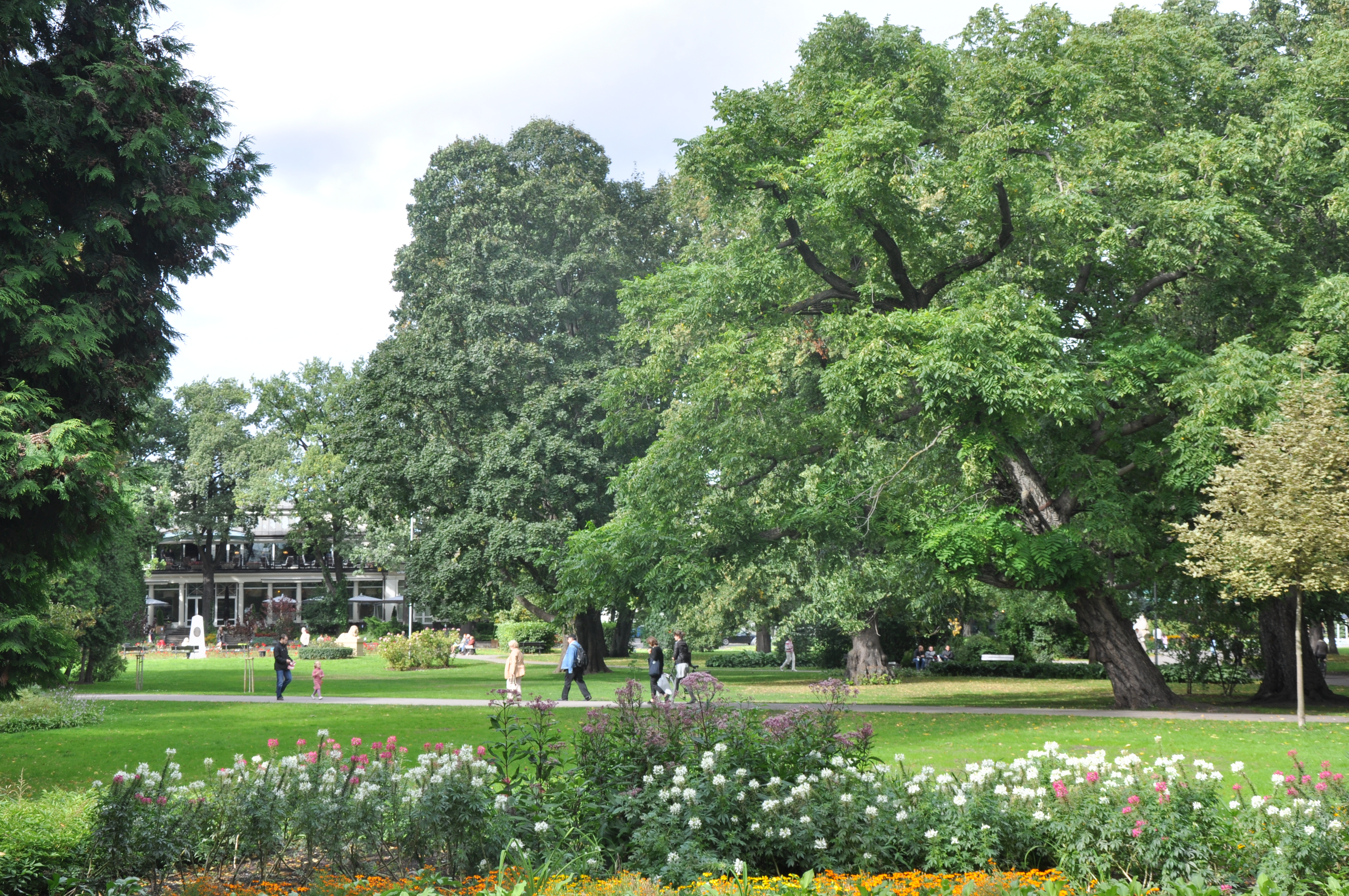
Парк в сентябре 2012 г.

В 1998 году парк взял в аренду предприниматель Юлий Круминьш, затеявший одновременно превращение бывшего павильона минеральных вод в развлекательный центр «Вернисаж». Согласно заключённому договору, город начислил плату его предприятию Man-Tess за аренду в первые пять лет в сумме 829236,15 лата, которые должны были компенсироваться расходами на реконструкцию парка. До 1 января 2001 года планировалось 5 этапов реконструкции, из которых было реализовано почти всё, кроме строительства семейного центра и создания подземной автостоянки. Поскольку последние объекты должны были приносить прибыль, а общедоступный парк никакой прибыли не приносил, было решено расторгнуть договор и попросить у Думы возмещения в размере 739606,9 лата. Оценив объём работ, Дума пришла к соглашению о взаимозачёте платежей, и дело закончилось мировым соглашением.

## Памятники
В Верманском парке и около него установлено несколько монументов.

### Обелиск основательнице
Первым появился обелиск в память об Анне Гертруде Верман, который установил её сын Иоганн Кристоф в 1829 году.
На обелиске была сделана надпись: «Der Gründerin dieses öffentlichen Gartens weil. Frau Ältesten Wöhrmann, geb. Ebel». («Основательнице этого публичного сада высокочтимой фрау Верман, урождённой Эбель») и на обороте: «Von denjenigen, welche den Werth dieser Anlage zu schätzen wissen errichtet 1829» (Воздвигли те, кто способен это деяние оценить, в 1829 году).
Во время Второй мировой войны памятник был уничтожен, а в июле 2000 года его восстановил предприниматель, президент Man-Tess Юлий Круминьш, открыв Верманский парк вновь для свободного посещения после реконструкции. На открытии присутствовали потомок рода Верманов Айна Вавере-Вермане и премьер-министр Латвии Андрис Берзиньш. Автор памятника — художница Инга Медне, выполнившая его идентично оригиналу.

### «Безымянный» памятник маркизу Паулуччи

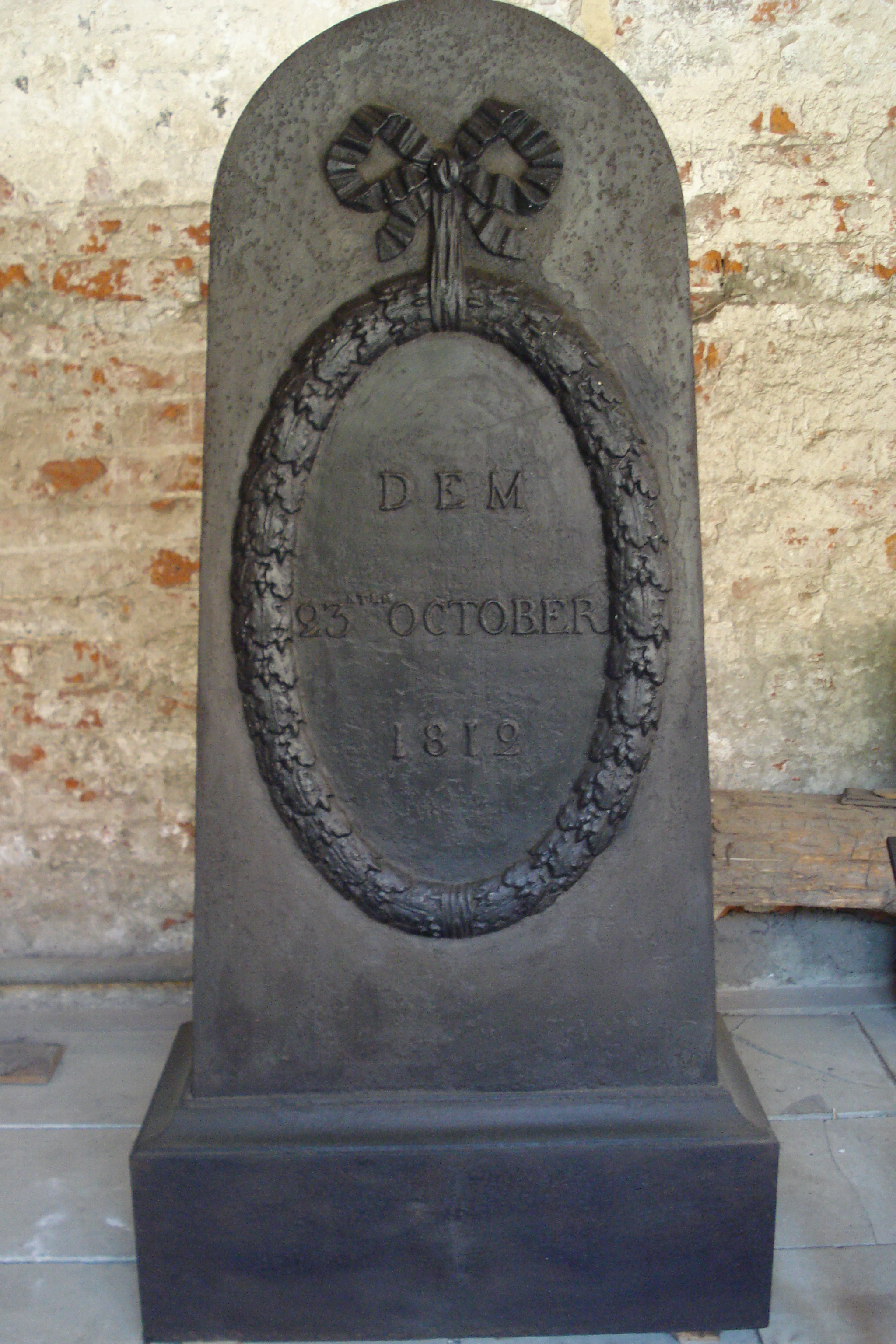
Памятник маркизу Паулуччи

На территории парка находится также «загадочный» «безымянный» памятник градоначальнику-основателю парка, который более известен под названием «стела Паулуччи». Сперва этот памятник был установлен в так называемом Малом Верманском парке (на его месте в наше время возвышается массивное здание Кабинета министров ЛР). Памятуя о крайне отрицательном отношении Филиппа Осиповича к тому, чтобы горожане устанавливали ему именные памятники при жизни и после его смерти, в 1851 году была создана стела с красноречивой и исчерпывающей надписью «В память о 22 октября 1812 года». Хитрость заключалась в том, что в этот день будущий рижский градоначальник в буквальном смысле слова (после разрушительного летнего пожара 1812 года) «по горячим следам» прибыл во вверенный ему город. С этим «обтекаемым» памятником произошёл занимательный курьёз, запомнившийся работникам рижского сыска: в 1880 году в один утренний день памятник был обнаружен опрокинутым, а под разрытым основанием был обнаружен взломанный ящик, в котором были сохранены памятные документы, где перечислялись заслуги и достижения Паулуччи на посту градоначальника. Оказалось, что неудавшиеся похитители заподозрили, что под стелой в момент закладки зарыли соблазнительный клад. После ликвидации Малого Верманского парка в связи с началом строительства здания Кабинета Министров памятник был перенесён сперва на склад, а затем его установили недалеко от фонтана и эстрады в Большом Верманском парке.
Мемориальный знак маркизу Филиппо де Паулуччи (1779−1849), генерал-губернатору Видземе и Курземе (1812−1829).
Копия установлена в Верманском парке в 2003 году. Подарок Евгения Гомберга Риге.

### Михаилу Талю
В 2007 году была достигнута договорённость об установлении в парке памятника восьмому чемпиону мира рижанину Михаилу Нехемьевичу Талю. Будущий победитель порядка 40 международных шахматных соревнований в детстве после получения от матери 8 копеек на мороженое бежал в Кировский парк и исправно проигрывал эти деньги опытным игрокам, тем самым оттачивая своё шахматное мастерство, постоянно вызывая на шахматные дуэли заведомо более сильных и опытных противников. В настоящее время эта славная советская традиция устраивать шахматные баталии на эстраде Верманского парка сохранилась, хотя игроков по сравнению с прошлым периодом стало гораздо меньше. Тем не менее, именно Верманский парк продолжает ассоциироваться у рижан с непотопляемым демократичным шахматным клубом под открытым небом.

### Другие памятники
Можно отметить ещё два примечательных памятника, которые расположены у ограды с внешней стороны парка. В первую очередь, это располагающийся напротив гостиницы «Европа Ройял» (бывший дом Беньяминов) памятник единственному лауреату Нобелевской премии родом из Риги, физико-химику Вильгельму Оствальду, установленный в 2001 году.
Второй памятник, который традиционно вызывает интерес у прохожих и гостей города — это памятник скандально известному и эпатажному фотохудожнику Карлису Падегсу. Любвеобильный и утончённый рижский мастер фотоискусства периода конца 1920-х — начала 1930-х годов стоит в импозантной позе пресытившегося жизнью романтика. Памятник, выполненный к 1998 году скульпторами Андрисом Варпой и архитектором Арно Хенрихсоном, находится на улице Меркеля напротив здания Рижского латышского общества.